# تپه یال کوپه
تپه یال کوپه در شهرستان بانه، بخش ننور، دهستان بوئین، روستای دوسینه واقع شده و این اثر در تاریخ ۱۵ دی ۱۳۸۷ با شمارهٔ ثبت ۲۴۲۳۸ به‌عنوان یکی از آثار ملی ایران به ثبت رسیده است.